# Skrývka

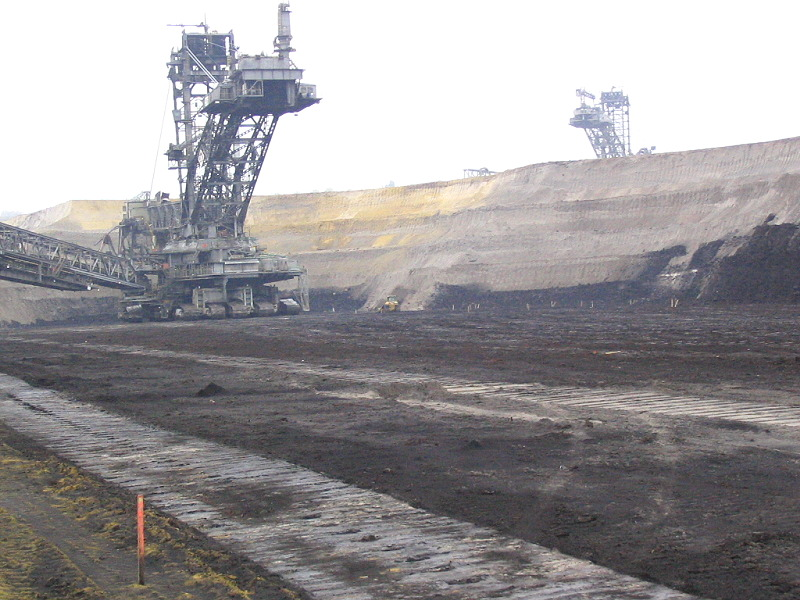
Skrývka v hnědouhelném lomu Inden

Skrývka je proces, při kterém je sejmuta nějaká nadložní vrstva. Skrývka je také název pro odebraný materiál nebo pro nadložní vrstvy kryjící ložisko suroviny.
Při těžbě nerostných surovin povrchovým způsobem se skrývá nadložní vrstva hornin (jíly, písky) a půdy, aby bylo umožněno dobývání surovin, například uhlí nebo kaolinu.
Při těžbě a nebo zakládání staveb, při kterých je trvale nebo dočasně odnímána zemědělská půda, se provádí skrývka kulturních vrstev půdy, tj. ornice, aby mohly být použity pro svůj původní zemědělský účel.
Sejmuté horniny a půdy se ukládají do deponií a výsypek, odkud jsou dále distribuovány pro další využití.
Skrývka se odstraňuje pomocí mechanizace, jako jsou buldozery, scrapery či velkostroje.